# Cantone di Vandœuvre-lès-Nancy
Il Cantone di Vandœuvre-lès-Nancy è una divisione amministrativa dell'Arrondissement di Nancy.
È stato costituito a seguito della riforma approvata con decreto del 26 febbraio 2014, che ha avuto attuazione dopo le elezioni dipartimentali del 2015.

## Composizione
Comprende il solo comune di Vandœuvre-lès-Nancy.